# Chiến tranh Da Đỏ
Chiến tranh Da đỏ tại Bắc Mỹ hay đơn giản là Chiến tranh Da đỏ (tiếng Anh: American Indian Wars và Indian Wars), còn gọi là Chiến tranh Biên cương Bắc Mỹ hay Chiến tranh các Quốc gia Đầu tiên ở Canada (tiếng Anh: First Nations Wars; tiếng Pháp: Guerres des Premières Nations) là một chuỗi các xung đột vũ trang giữa các chính phủ và thực dân châu Âu, tiếp nối bởi chính phủ Hoa Kỳ và Canada, chống lại các bộ lạc da đỏ Bắc Mỹ. Những cuộc xung đột này diễn ra ở Bắc Mỹ sớm nhất là vào thời thuộc địa thế kỷ 17 cho đến đầu thế kỷ 20. Các cuộc chiến tranh này xảy ra vì nhiều nguyên nhân khác nhau. Các cường quốc châu Âu từng liên minh với các bộ lạc da đỏ để họ giúp đánh chiếm các khu thuộc địa của các đế quốc kình địch. Sau Cách mạng Hoa Kỳ năm 1776, nhiều cuộc xung đột diễn ra cục bộ ở các bang hoặc một khu vực cụ thể, nguyên nhân thường là do Hoa Kỳ kéo sang phía Tây để đánh chiếm lãnh thổ của người da đỏ bản địa, kéo theo các cuộc giao tranh.
Sau năm 1815, Hoa Kỳ tăng cường bành trướng lãnh thổ bằng cách chiếm đất của người da đỏ. Chính phủ Mỹ thông qua Đạo luật xóa bỏ người da đỏ năm 1830, xua đuổi tất cả người da đỏ sống ở phía đông sông Mississippi đến "Lãnh thổ người da đỏ" (nay là bang Kansas và Oklahoma). Đạo luật này là một ví dụ của diệt chủng có hệ thống, bởi nó áp dụng việc phân biệt đối xử chống lại một nhóm sắc tộc và tiến tới tiêu diệt một số lượng lớn dân số của sắc tộc này. Ba bộ tộc lớn nhất ở phía đông Mississippi là Choctaws, Creeks và Cherokees, mỗi bộ tộc có khoảng 20.000 người đã bị xua đuổi. Khoảng 2.000 người Choctaws, 4.500 người Creeks và 5.000 người Cherokees đã bỏ mạng do bệnh tật, đói khát và kiệt sức trong cuộc cưỡng bức di cư về phía Tây. Số người chết tương đương gần 20% dân số cả ba bộ tộc. Các bộ tộc nhỏ hơn ở phía bắc Ohio cũng bị thiệt hại đáng kể do việc xua đuổi.
Tiếng Việt thường gọi các dân tộc bộ lạc bản địa Bắc Mỹ là "người da đỏ" dịch theo từ tiếng Anh là "redskin" (từ lóng mang tính miệt thị do người Mỹ da trắng đặt ra, chỉ những người bản địa thường bôi phẩm đỏ vào mặt và thân thể khi ra chiến đấu).
Trong những ngày đầu mới đến đất lạ, người Anh di cư sang Mỹ thường sống hòa bình với các bộ lạc bản địa chung quanh. Nhưng bắt đầu từ 1637 (chiến tranh Pequot), chính quyền thuộc địa ngầm tham gia các cuộc tranh chấp lãnh thổ giữa các bộ lạc, lợi dụng tình hình để chiếm đất, củng cố sức mạnh của mình là đồng thời làm mất đoàn kết và suy giảm lực lượng của các bộ lạc này. Những cuộc chiến nổ ra từ thế kỷ 17 khi Bắc Mỹ còn là thuộc địa của Đế quốc Anh dưới triều vua William III, cho đến các trận đánh sau cùng với quân đội Hoa Kỳ năm 1890 (cuộc tàn sát tại Wounded Knee) với hậu quả là thổ dân bị mất đất về tay người da trắng, bị bắt buộc hội nhập văn hóa và di tản về sinh sống các vùng tập trung.

## Các vụ thảm sát
Trong cuộc xâm lấn đất đai của các bộ lạc da đỏ Bắc Mỹ, người Mỹ đã tiến hành hàng trăm vụ thảm sát đẫm máu. Một số vụ nổi tiếng nhất gồm:
- Ngày 29/11/1813, trong vụ thảm sát Autossee, dân quân Georgia do tướng Floyd chỉ huy đã tấn công một làng của bộ tộc Creek bên bờ sông Tallapoosa (quận Macon, bang Alabama ngày nay), giết 200 người da đỏ trước khi đốt cháy ngôi làng của họ.
- Ngày 1/8/1832, trong trận Bad Axe, binh lính dưới quyền Tướng Henry Atkinson và các tình nguyện viên vũ trang đã giết chết khoảng 150 người da đỏ, trong đó có nhiều phụ nữ và trẻ em gần Victory, Wisconsin ngày nay.
- Ngày 24/10/1840, bên bờ sông Colorado, lực lượng vũ trang dưới quyền Đại tá Moore đã tàn sát 140 người Comanche, gồm cả phụ nữ, trẻ em và bắt giữ 35 người khác trong ngôi làng của họ
- Vào năm 1840, một đội cảnh sát chỉ huy bởi đại tá người Mexico, Salvador Vallejo, đã tàn sát 150 người da đỏ thuộc bộ tộc Pomo và Wappo ở vùng Clear Lake, California.
- Ngày 23/4/1852, 70 người Mỹ do cảnh sát trưởng William H. Dixon dẫn đầu đã giết chết hơn 150 người thuộc bộ tộc Wintu trong thung lũng Hayfork ở California.
- Vào tháng 4/1859, để trả thù cho vụ giết ba con bò và một con ngựa của một chú trại da trắng ở Round Valley, dân quân California đã tàn sát 240 người da đỏ trên sông Eel.
- Ngày 29/1/1863, Đại tá Patrick Connor đã chỉ huy quân Mỹ thực hiện cuộc tàn sát 280 người Shoshone, gồm cả phụ nữ và trẻ em bên sông Bear, gần Preston, Idaho.
- Năm 1864, dân quân California đã tàn sát 300 người da đỏ thuộc bộ lạc Yana khi họ tập trung ở Oak Run để cử hành một buổi lễ thiêng liêng.
- Ngày 29/11/1864, dân quân Colorado đã tấn công một ngôi làng người Cheyenne ở Sand Creek, giết chết ít nhất 160 người, trong đó có nhiều phụ nữ và trẻ em.
- Ngày 27/11/1868, đoàn kỵ binh số 7 do Trung tá G. A. Custer chỉ huy đã tập kích một ngôi làng Cheyenne, giết chết 140 nam giới cùng khoảng 75 phụ nữ và trẻ em da đỏ.
- Ngày 30/4/1871, một đội quân do William Oury, cựu Thị trưởng thành phố Tucson đã tấn công người Apache tại trại Grant, Arizona, giết chết 144 người. 1 người lớn và 29 trẻ em sống sót sau đó bị bán làm nô lệ.

## Ảnh hưởng đến dân số bản địa
Điều tra dân số Hoa Kỳ năm 2010 ghi nhận 2.932.248 người Mỹ tự nhận là người Anh-điêng hoặc thổ dân Alaska, chiếm khoảng 0,9% tổng dân số Hoa Kỳ. Điều tra dân số Canada năm 2011 ghi nhận 1.836.035 người Canada tự nhận là người của Quốc gia Đầu tiên (người Inuit hoặc Métis), chiếm khoảng 4,3% tổng dân số Canada. Chưa có sự đồng thuận về dân số bản địa châu Mỹ trước khi người châu Âu tới, nhưng chủ đề này vẫn đang được nghiên cứu chuyên sâu. Các ước tính đương thời dao động trong khoảng từ 2,1 triệu đến 18 triệu người sống ở Bắc Mỹ trước thời thực dân châu Âu, nhưng Cục Điều tra Dân số Hoa Kỳ (1894) cho rằng Bắc Mỹ là một lục địa gần như trống rỗng vào năm 1492 và dân số Anh-điêng "không thể vượt quá 500.000."
Số lượng người da đỏ sụt giảm xuống dưới nửa triệu người vào thế kỷ 19 vì nhiều nguyên nhân như: các loại bệnh truyền nhiễm, xung đột với người châu Âu, chiến tranh giữa các bộ lạc, sự đồng hóa văn hóa, các cuộc di cư đến Canada và Mexico, và tỷ lệ sinh con thấp. Nguyên nhân chính là dịch bệnh đem theo bởi các nhà thám hiểm và thương nhân châu Âu. Cục điều tra dân số Hoa Kỳ (1894) đã cung cấp ước tính của họ về số thương vong trong suốt 102 năm từ năm 1789 đến 1891 là 8.500 người da đỏ và 5.000 người da trắng, trong các "xung đột cá nhân" (individual affairs):
Các cuộc chiến Da đỏ dưới thời chính quyền Hoa Kỳ đã xảy ra hơn 40 lần. Chúng đã tước đi mạng sống của khoảng 19,000 đàn ông, đàn bà và trẻ em da trắng, kể cả những người lính đã hy sinh, và mạng sống của khoảng 30,000 người da đỏ. Con số thật sự của những người Anh-điêng chết và bị thương chắc chắn sẽ phải cao hơn con số được nêu ... Năm mươi phần trăm thêm vào sẽ là ước tính an toàn.
Theo báo cáo của Gregory Michno dựa theo hồ sơ lưu trữ quân đội thì trong 40 năm từ 1850 đến 1890 khoảng 21.586 người (lính lẫn thường dân) bị giết, bị thương hay bị bắt. Theo Russell Thornton thì khoảng 45.000 người da đỏ và 19.000 người da trắng bị giết - trong đó có đàn bà và trẻ em của cả hai bên. Theo William M. Osborn, trong sách The Wild Frontier: Atrocities during the American-Indian War from Jamestown Colony to Wounded Knee, thì từ năm 1511 đến 1890 có 9.156 người bị dân da đỏ tàn sát và 7.193 do dân da trắng giết - không kể cố sát riêng tư, tra tấn, bị thương hay bị bắt. Đây là chỉ tính những vụ có hồ sơ ghi chép lại
Ước tính có khoảng 7 triệu người da đỏ sống ở Bắc Mỹ trước thời thực dân châu Âu, khoảng 2/3 (khoảng 4,5 triệu) sống tại lãnh thổ mà nay là nước Mỹ, đến năm 1900 thì chỉ còn lại 237.200 người da đỏ sống tại Mỹ, mức sụt giảm lên tới 95%. Trong cuốn sách tựa đề American Holocaust, nhà sử học người Mỹ là David Stannard cho rằng cuộc càn quét sát hại người bản địa tại châu Mỹ qua nhiều chiến dịch của người châu Âu và các thế hệ sau (Anglo Americans - người da trắng Hoa Kỳ) là một hành động diệt chủng khổng lồ nhất trong lịch sử nhân loại..